# Neste stasjon Grorud
Neste stasjon Grorud är ett musikalbum utgivet 2010 av skivbolaget DaWorks Music Publishing. Albumet är ett samarbete mellan vissångaren Finn Kalvik och författaren Erik Fosnes Hansen. Båda växte upp i Stjerneblokkveien på Grorud i Oslo. Uppväxten i denna drabantstaden är temat för albumet.
Parallellt med lanseringen av albumet, utgav Kalvik sin debutroman Uten skam og mening på Aschehoug bokförlag. Romanen består av historier från Kalviks barn- och ungdomstid på Grorud.

## Låtlista
1. "Der togene flyr" – 4:05
2. "Neste stasjon Grorud" – 3:26
3. "Ellinor Nordby" – 4:26
4. "Nabotolleranse" – 0:52
5. "Borettslagssnakk" – 5:24
6. "Badedammen" – 4:05
7. "Skrive meg vekk" – 4:41
8. "Trostedreperne" – 4:06
9. "Alle har daua på Grorud" – 5:25
10. "Drømmen om Groruddalen" – 4:53
11. "Inne i jula" – 3:51

- Text: Erik Fosnes Hansen
- Musik: Finn Kalvik

## Medverkande
Musiker
- Finn Kalvik – sång, gitarr
- Erik Fosnes Hansen – sång
- Stein Berge Svendsen – keyboard, percussion, körsång
- Sigmund Vegge – gitarr
- Hans Einar Apelland – basgitarr
- Fredrik Otterstad – kontrabas, körsång
- Børre Flyen – trummor
- Frøydis Grorud – flöjt
- Børge-Are Halvorsen – sopransaxofon
- Jon Kristian Solberg – tuba
- Einar Jemtland – ventilbasun
- Bjørn Myhre – barytonhorn
- Geir Hauger, Stein Mejlbo – flygelhorn
- Sverre Otto Karlsen – kornett
- Eirik Gjendemsjø – sång
- Marian Lisland – körsång

Produktion
- Stein Berge Svendsen – musikproducent
- Tore Teigland – ljudtekniker, ljudmix
- Morten Lund – mastering
- Vibeke Mellbye, Kristin Saastad – fotograf
- Eldar Vågan – illustration
- Jørn Dalchow – omslagsdesign